# Bourneville (plaats)

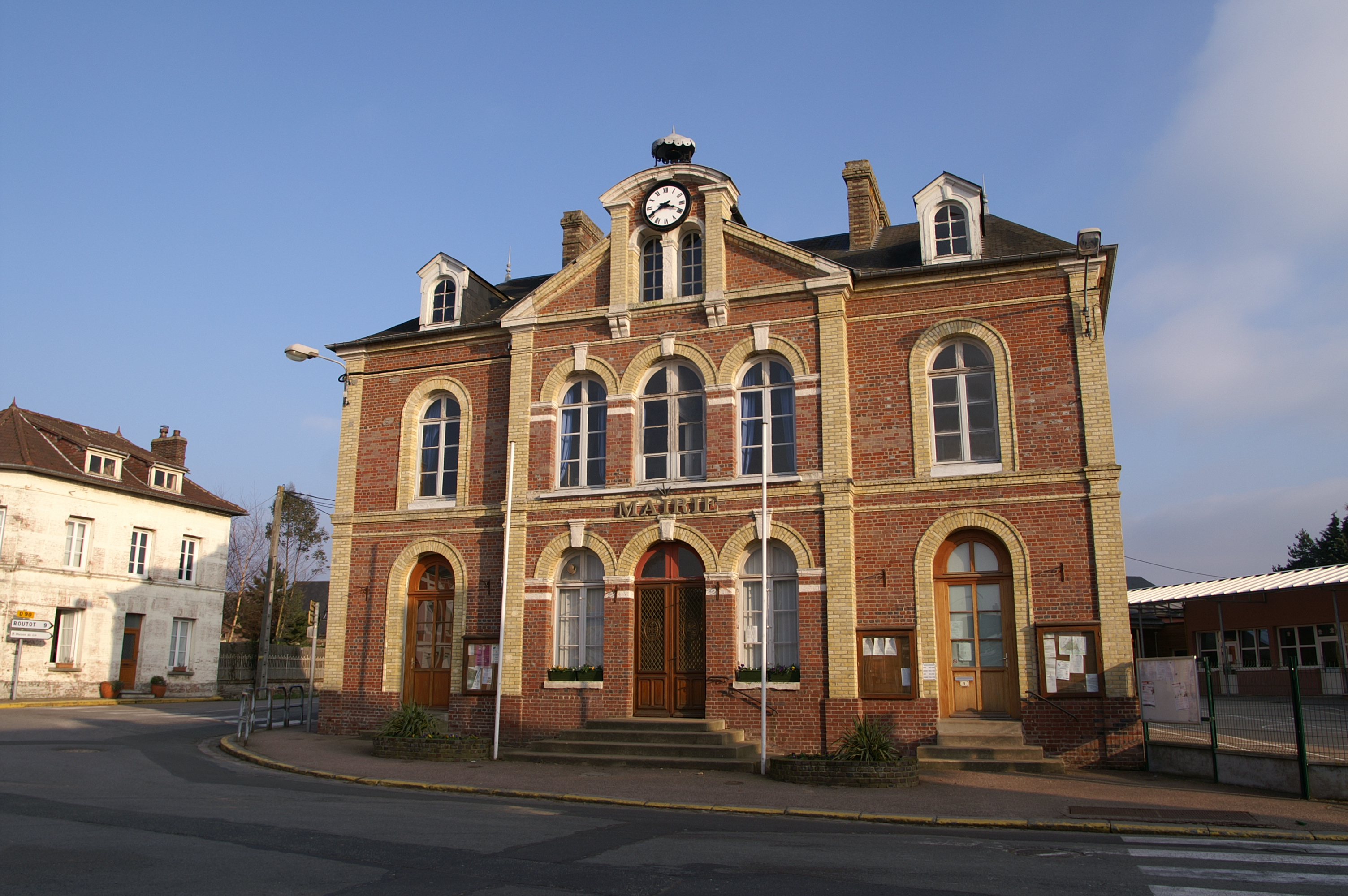
Het gemeentehuis.

Bourneville is een plaats en voormalige gemeente in het Franse departement Eure (regio Normandië) en telt 736 inwoners (1999). De plaats maakt deel uit van het arrondissement Bernay. Op 1 januari 2016 is Bourneville gefuseerd met Sainte-Croix-sur-Aizier tot de gemeente Bourneville-Sainte-Croix. 

## Geografie
De oppervlakte van Bourneville bedraagt 11,0 km², de bevolkingsdichtheid is 66,9 inwoners per km².
De onderstaande kaart toont de ligging van Bourneville (plaats) met de belangrijkste infrastructuur en aangrenzende gemeenten.

## Demografie
Onderstaande figuur toont het verloop van het inwonertal (bron: INSEE-tellingen).